# Erin Doherty
 Erin Rachael Doherty (Crawley, Sussex Occidental, 16 de julio de 1992) es una actriz británica, más conocida por haber interpretado a la princesa Ana del Reino Unido en la serie The Crown.

## Primeros años y educación
Temprana edad y educación
Doherty es de ascendencia irlandesa y de West Green, West Sussex. Estudió en Hazelwick School en Crawley. Hizo un curso de un año en la Guildford School of Acting (2011-2012) antes de formarse en la Bristol Old Vic Theatre School (2012-15).
Mientras entrenaba, Doherty ganó el premio a la Mejor Intérprete del Año de la Sociedad Stephen Sondheim en 2015 por su interpretación de "Broadway Baby" del musical Follies de Sondheim. .

### Carrera
La primera aparición en televisión de Doherty fue en un episodio de 2016 de Call the Midwife, seguido de un papel en la miniserie Les Misérables de la BBC de 2018. 
En 2018, Doherty fue una estrella internacional de la pantalla del mañana y una estrella en ascenso del Evening Standard. .

## Filmografía

### Televisión
| Año       | Título           | Papel               | Notas                   |
| --------- | ---------------- | ------------------- | ----------------------- |
| 2017      | Call the Midwife | Jessie Marsh        | Temporada 6, episodio 2 |
| 2018      | Los miserables   | Fabienne            | 2 episodios             |
| 2019-2020 | The Crown        | Ana del Reino Unido | 15 episodios            |
| 2020      | Unprecedented    | Dee                 | Temporada 1, episodio 5 |
| 2022      | Chloe            | Becky               | Papel principal         |
| 2025      | Adolescence      | Briony Ariston      | Episodio 3              |

## Premios y nominaciones
| Año  | Premio                              | Categoría                                 | Trabajo nominado | Resultado | Ref.   |
| ---- | ----------------------------------- | ----------------------------------------- | ---------------- | --------- | ------ |
| 2015 | Stephen Sondheim Society            | Mejor intérprete estudiantil del Año      | Follies          | Ganadora  | [ 8 ]  |
| 2017 | Manchester Theatre Awards           | Mejor Actriz en una Producción de Estudio | Wish List        | Ganadora  | [ 9 ]  |
| 2020 | Newport International Film Festival | Artista Revelación                        | The Crown        | Ganadora  | [ 10 ] |
| 2021 | Gold Derby Awards                   | Mejor Actriz de Reparto - Drama           | The Crown        | Nominada  | [ 11 ] |